# Solanecio tuberosus
Solanecio tuberosus là một loài thực vật có hoa trong họ Cúc. Loài này được (Sch.Bip. ex A.Rich.) C.Jeffrey miêu tả khoa học đầu tiên năm 1986.